# Anvil (engine)
AnvilNext (vroeger onder de naam Anvil en Scimitar) is een game engine voor computerspellen ontwikkeld door Ubisoft Montreal. De engine is voor alle consolespellen uit de Assassin's Creed-serie gebruikt.

## Techniek
Het modelleren van 3D-computergraphics voor de engine wordt gedaan via 3D Studio Max en de personages worden vormgegeven met ZBrush. De spelwereld wordt dynamisch geladen waardoor grotere spelwerelden mogelijk zijn. De engine gebruikt HumanIK, middelware van Autodesk, voor het animeren van groepen mensen, waarbij gebruikgemaakt wordt van verscheidene technieken, zoals inverse kinematica, botsingdetectie en het vinden van paden.
In december 2010 kwam de AnvilNext uit met de volgende verbeteringen:
- Weer en wind effecten
- verbeterde natuur, bossen, voetafdrukken in de sneeuw, enz.
- Gedetailleerde gezichten
- tot 2000 figuranten (zoals soldaten) op het scherm (voorheen was dit 100).
- complexe en realistische animaties

## Lijst van spellen

### Scimitar
- Assassin's Creed[1] (2007)
- Prince of Persia[2] (2008)
- Shaun White Snowboarding (2008)

### Anvil
- Assassin's Creed II (2009)
- Prince of Persia: The Forgotten Sands (2010)
- Assassin's Creed: Brotherhood (2010)
- Assassin's Creed: Revelations (2011)

### Anvilnext
- Assassin's Creed III (2012)
- Assassin's Creed III: Liberation (2012)
- Assassin's Creed IV: Black Flag (2013)
- Assassin's Creed Rogue (2014)

### AnvilNext 2.0
- Assassin's Creed Unity (2014)
- Assassin's Creed Syndicate (2015)
- Tom Clancy's Rainbow Six: Siege (2015)
- Steep (2016)
- For Honor (2017)
- Tom Clancy's Ghost Recon Wildlands (2017)
- Assassin's Creed Origins (2017)
- Assassin's Creed Odyssey (2018)
- Assassin's Creed Valhalla (2020)